# Hasso von Wedel
Hasso Edward Ahaz von Wedel (n. 20 noiembrie 1898 în Stargard (actualemente în Polonia) - d.3 ianuarie 1961 în Gehrden (Germania), a fost un ofițer superior al celui de-al Treilea Reich și șef al propagandei Wehrmacht-ului.

## Biografie
În timpul Primului Război Mondial Hasso von Wedel a fost promovat la gradul de locotenent (1915), iar până la sfârșitul acestuia a fost decorat cu Crucea de Fier clasa II.
Între cele două războaie mondiale a  fost avansat la gradul de locotenent major (1925) și căpitan (1932). Ajuns la gradul de maior, a fost transferat în 1937 la Statul Major General. În 1938 a fost inclus noului Departament de propagandă al Wehrmacht-ului în cadrul Înaltului Comandament  - OKW, sub comanda generalului Alfred Jodl. În 1939 a fost numit șef al acestui departament din cadrul Înaltului Comandament, care avea în subordine companiile de propagandă din Wehrmacht, cu un personal inițial de 15.000 persoane, în majoritate reporteri de război cu diverse calificări (fotografi profesioniști, ziariști, militari de carieră, etc.). În 1943 a fost promovat la gradul de general-maior.
După capitularea Germaniei naziste, Hasso von Wedel a fost luat prizonier de către trupele Statelor Unite în 6 mai 1945 și eliberat în 18 mai 1946.
Von Wedel și-a descris experiența în domeniul propagandei de război într-un manuscris între anii 1957 și 1958, care a fost publicat după moartea sa cu titlul Die Propagandatruppen der Deutschen Wehrmacht. (Unitățile de propagandă ale Wermacht-ului) (1962). Hasso von Wedel face  distincție între propaganda militară și cea civilă, pretinde că propaganda Wermarcht-ului nu a folosit clișeele naziste, nu a promovat antisemitismul, anticreștinismul, teoria rasială și aceasta în condițiile unei presiuni constante din partea NSDAP-ului și a ministrului propagandei Goebbels. În realitate, probleme la ordinea zilei ale regimului nazist nu au putut fi evitate de către Propagandakompanie, care a reacționat de multe ori la comanda ministerului propagandei sau chiar fără ordin explicit, prin producerea de materiale antisemite (reportaje, fotografii, filme documentare, emisiuni radio, etc.).

## Publicații (selecție)
- Die Propagandatruppen der Deutschen Wehrmacht. Neckargemünd, Scharnhorst Buchkameradschaft, 1962.
- Schießtechnik und Taktik des einzelnen f. M.G. in 26 Kampfaufgaben mit Lösungen. Verlag „Offene Worte“, Berlin 1928.
- Der Schütze. Hilfsb. f. d. Dienstunterricht d. Rekruten d. Schützenkompanie. R. Schröder, Berlin 1935.
- Der s. M.-G.-Schütze. Hilfsb. f. d. Schützen u. Fahrer e. M.-G.-Komp. R. Schröder, Berlin 1935.
- Das neue deutsche Heer (= Lichtbildreihe ; W 1, Bildband Nr 345).  Deutsche Lichtbild-Gesellschaft, Berlin 1936.
- Der Fernsprecher. Hilfsb. f. d. Dienstunterricht d. Fernsprech-Rekruten d. Nachrichtentruppe u. d. Truppennachrichtenverbände. R. Schröder, Berlin 1936.
- mit Otto von Rohr: Der Kanonier. Hilfsb. f. d. Kanonier u. Fahrer d. leichten Feldhaubitz-Batterie betreffend d. 1. F.-H. 16 u. d. 1. f.-H. 18. 2. durchgesehene Auflage unter Berücksichtigung aller neuen Vorschriften und inzwischen eingetretenen Änderungen. R. Schröder, Berlin 1937/38.
- mit Ernst Haidlen: Der Panzerabwehrschütze. Hilfsbuch f. d. Ausbildg d. Schützen u. Fahrers d. mot. Panzerabwehrkompanien. Unter Berücks. aller neuen Vorschriften. R. Schröder, Berlin 1938.
- Wehrerziehung und Volkserziehung. Hanseatische Verlags Anstalt, Hamburg 1938.
- Das großdeutsche Heer (= Lichtbildreihe ; W 4, Bildband Nr 420). Deutsche Lichtbild-Gesellschaft, Berlin 1938.
- Das großdeutsche Heer (= Schriften der Hochschule für Politik ; 2, H. 25). Junker & Dünnhaupt, Berlin 1939
- Die 37. Division greift an. Ein Buch vom neuen deutschen Heer. Mit Bildern von Erich Döbrich. Breitkopf & Härtel, Leipzig sowie Junge Generation, Berlin 1939.
- Zwanzig Jahre deutsche Wehrmacht. Mittler, Berlin 1939.
- Großdeutschlands Wehrmacht. Industrieverlag Spaeth & Linde, Berlin und Wien 1940.
- mit Henrich Hansen: Der Kampf im Westen. Raumbild- und Farbaufnahmen. Oberkommando der Wehrmacht (= Die Soldaten des Führers im Felde / Wedel ; Bd. 2). Raumbild-Verlag, München 1940.
- Stadt und Garnison Hannover. Ein Führer durch Vergangenheit und Gegenwart. Bernard & Graefe, Frankfurt am Main 1959.
- Hermann Teske (Hg.): Die Propagandatruppen der Deutschen Wehrmacht (= Die Wehrmacht im Kampf ; Bd. 34). Vowinckel, Neckargemünd 1962.